# Rakhine
Tôn giáo ở Rakhine (2015)
Rakhine là một bang phía tây nam của Myanmar, diện tích 36.780 km², có khoảng 2.698.000 dân mà chủ yếu là người Rakhine (nhóm ngôn ngữ Tạng-Miến). Bang này phía tây trông ra vịnh Bengal và phía tây bắc giáp với vùng Chittagong của Bangladesh, phía bắc giáp bang Chin, phía đông giáp các vùng Magway, Bago và Ayeyarwady. Dãy núi Arakan Roma chia cắt bang Rakhine với phần còn lại của Myanmar.
Thủ phủ bang là thành phố Sittwe.